# Бене (Ен)
Бене (фр. Benay) насеље је и општина у североисточној Француској у региону Пикардија, у департману Ен (Пикардија) која припада префектури Сен Кентен.
По подацима из 2011. године у општини је живело 214 становника, а густина насељености је износила 31,42 становника/km². Општина се простире на површини од 6,81 km². Налази се на средњој надморској висини од 105 метара (максималној 126 m, а минималној 63 m).

## Демографија
| 1962. | 1968. | 1975. | 1982. | 1990. | 1999. | 2011. |
| ----- | ----- | ----- | ----- | ----- | ----- | ----- |
| 159   | 192   | 214   | 222   | 206   | 187   | 214   |

График промене броја становника у току последњих година